# Skarpnäcks gård
Skarpnäcks gård est un quartier du district de Skarpnäck à Stockholm en Suède.

## Description
Skarpnäcks gård est un quartier de Söderort  
Le quartier est limitrophe de Flaten, Orhem, Sköndal, Gubbängen, Gamla Enskede, Enskededalen, Kärrtorp, Bagarmossen et Älta dans la commune de Nacka. 
Le quartier a été formé en 1963 à partir des anciens quartiers de Pungpinan et Skarpnäck.
Skarpnäcks Gård a une superficie de 2,83 kilomètres carrés.

## Transports
Le quartier dispose de la station Skarpnäck, de la ligne T17 du métro de Stockholm.

## Histoire
De 1953 à 1956, un quartier de maisons de ville a été construit autour de Riksrådsvägen. 
Ce sont les architectes suisses Charles Edouard et Léonie Geisendorf qui ont conçu la centaine d'habitations. Au début des années 1960, des maisons de ville supplémentaires ont été construites autour de Nämndemansbacken et Sekretararbacken, l'architecte étant Höjer & Ljungqvist.
En 1940, il fut décidé que Skarpnäcksfältet serait utilisé comme aérodrome de réserve pour les avions de combat, mais il ne fut jamais utilisé. 
Au lieu de cela, le Stockholm Segelflygklubb s'y est installé. 
En 1981, il a été décidé de développer le domaine avec des logements et il a commencé à être construit au milieu des années 1980 comme quartier appelé Skarpnäcksstaden, une sorte de ville en miniature, avec 3 400 appartements. 
Le plan détaillé de la zone a été dessiné par l'architecte Leif Blomquist du bureau d'urbanisme de Stockholm.
La zone se compose presque exclusivement de bâtiments en briques rouges et a reçu des prix pour son architecture particulière, parmi lesquels le quartier Varmfronten (conçu par Arken arkitekter) qui a reçu le prix Kasper Salin en 1983 .
Dans la zone se trouvent des maisons mitoyennes (dans la communauté de Molnflygaren) et une petite zone industrielle. L'église de Skarpnäcks a été construite en 1985 pour la congrégation de l'église libre de Skarpnäcks à Skarpnäcks Allé 31.

## Galerie

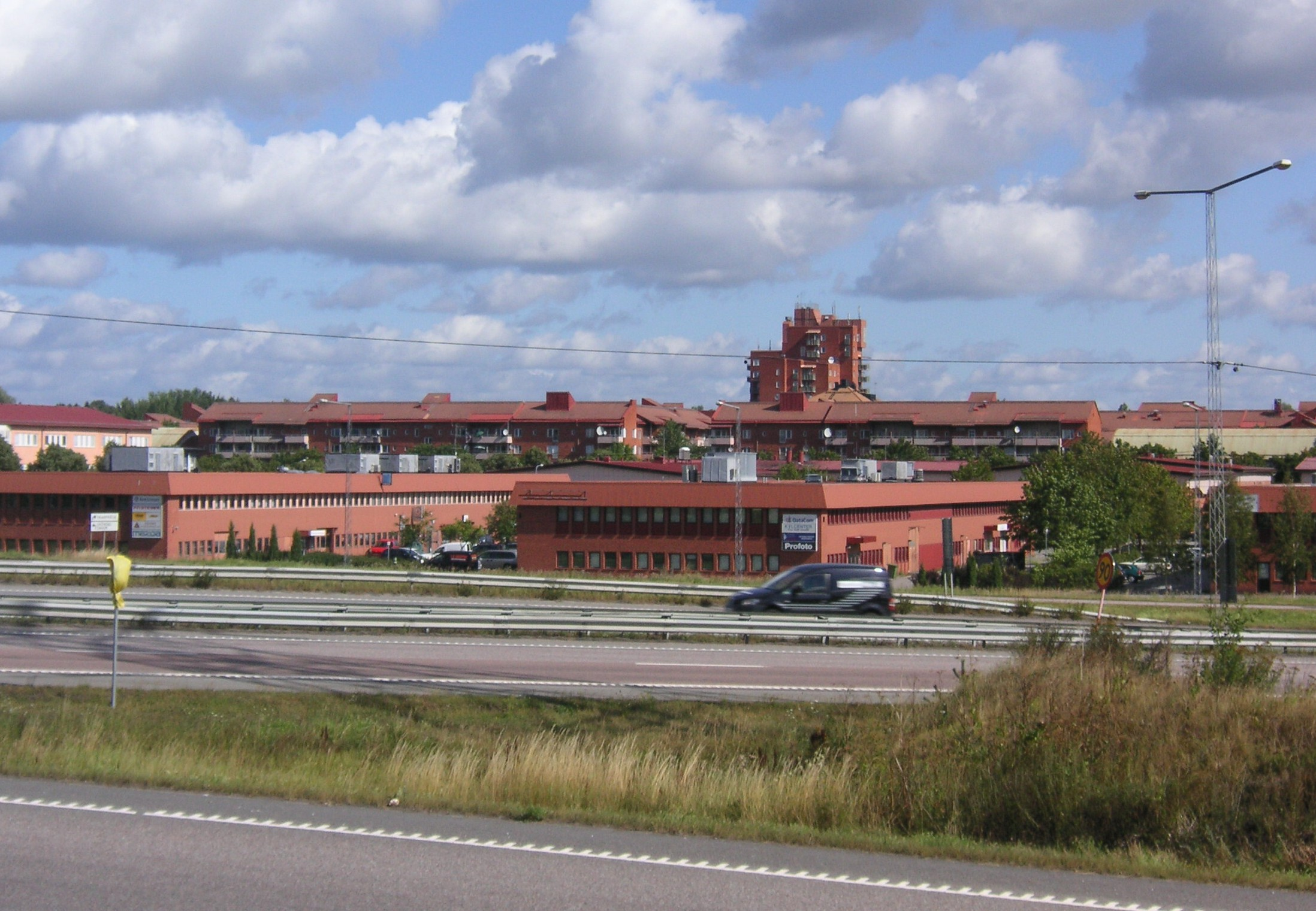
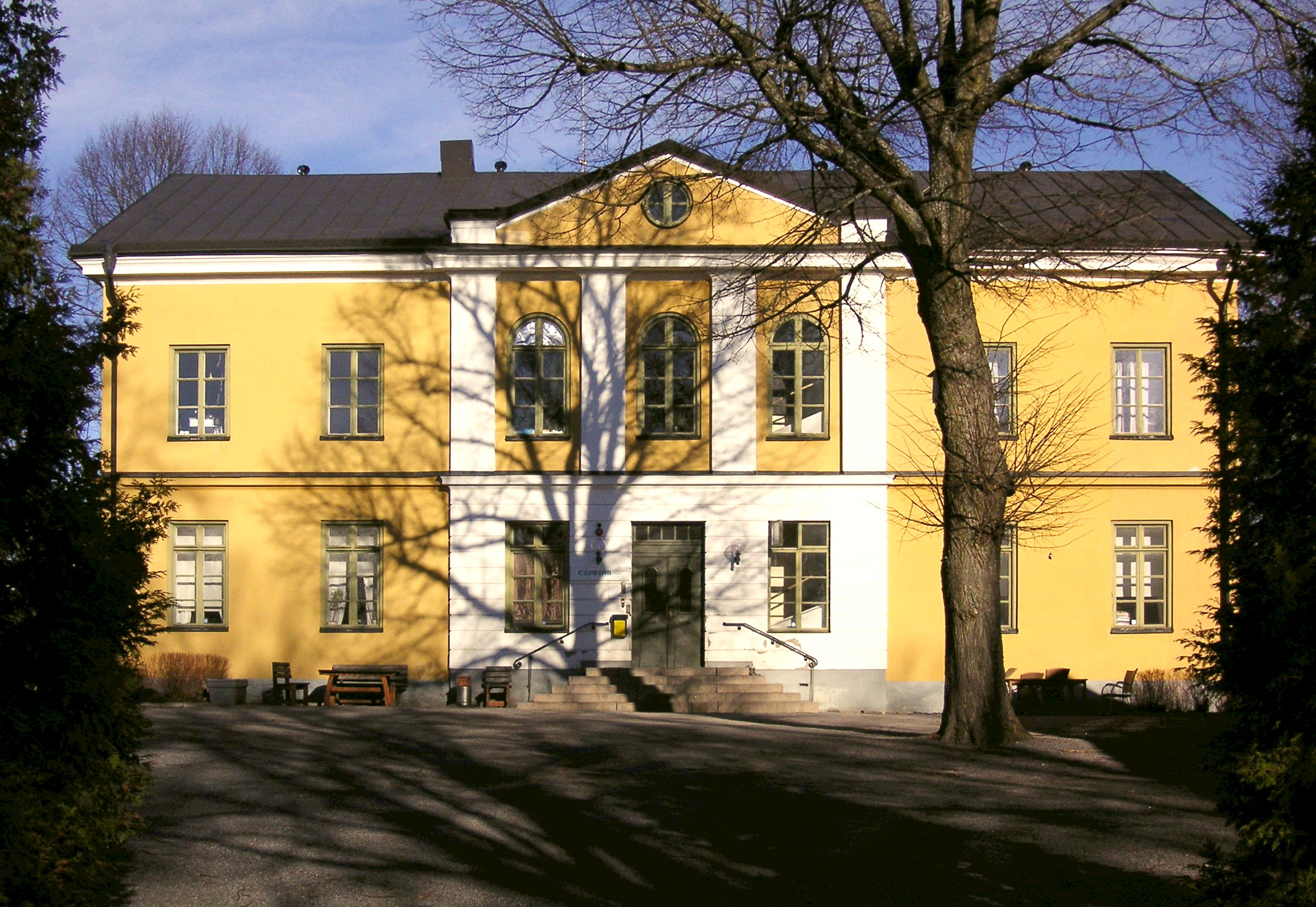
Skarpnacks gard.
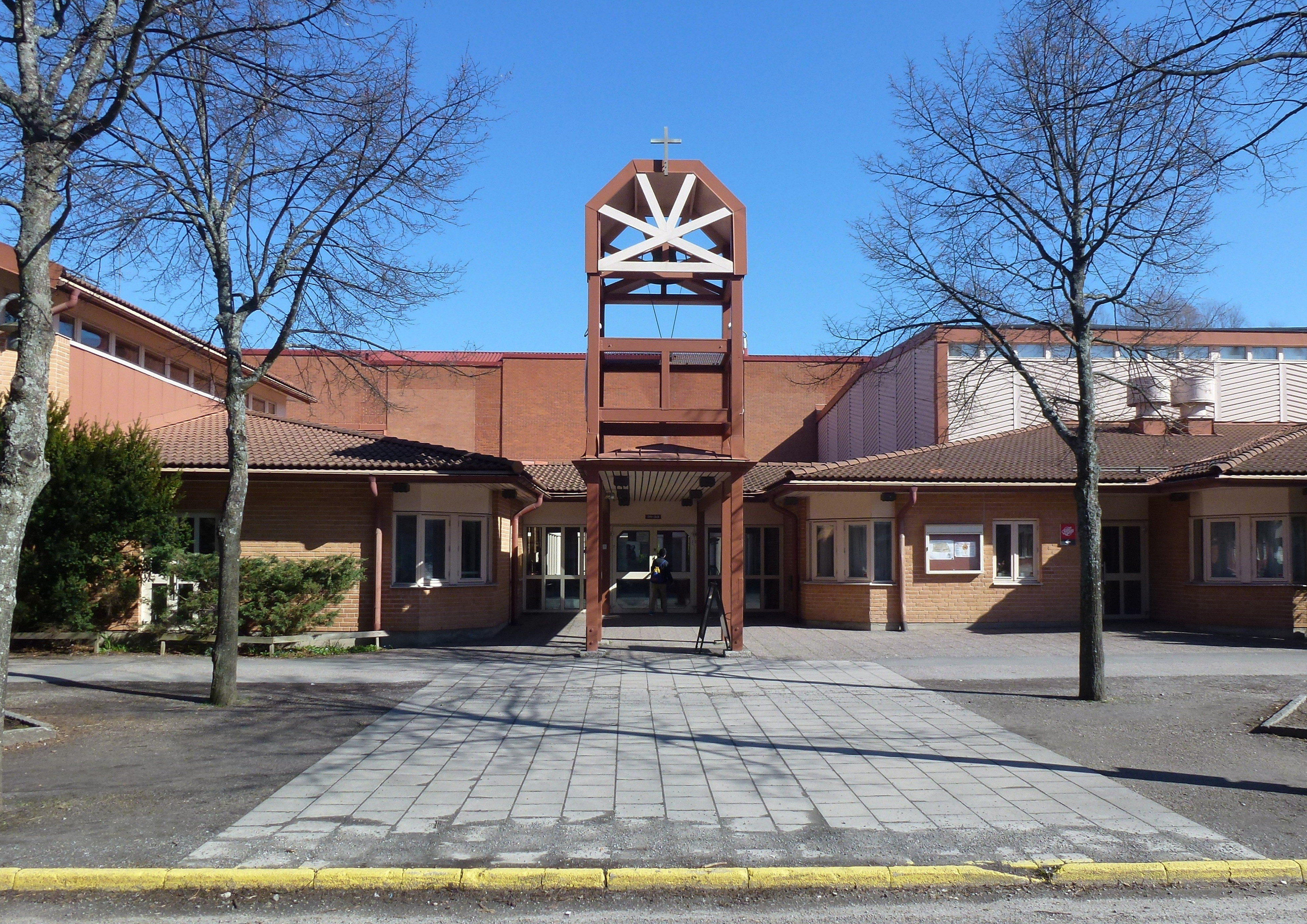
Église de Skarpnäck.

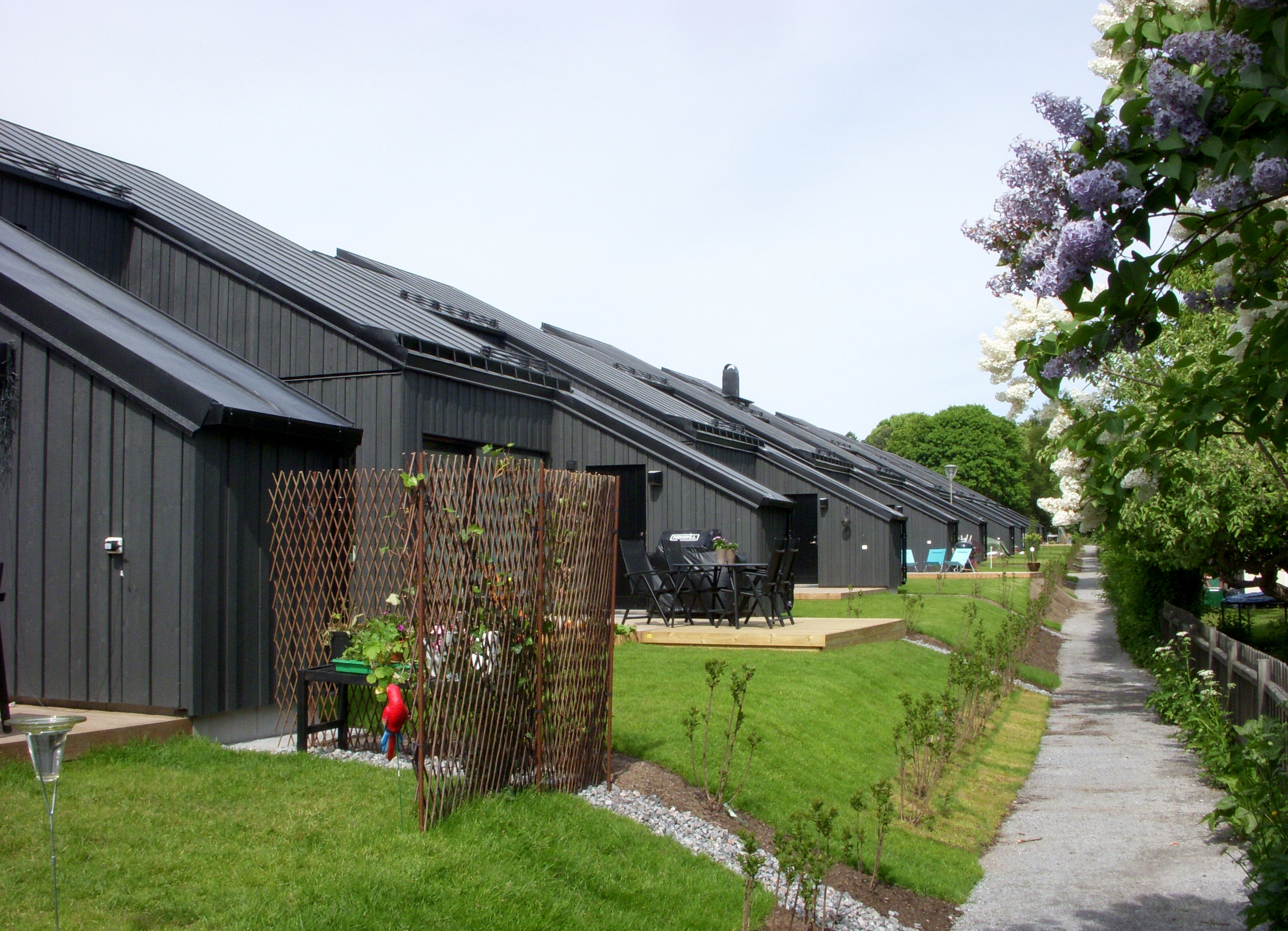
Sparsamheten.
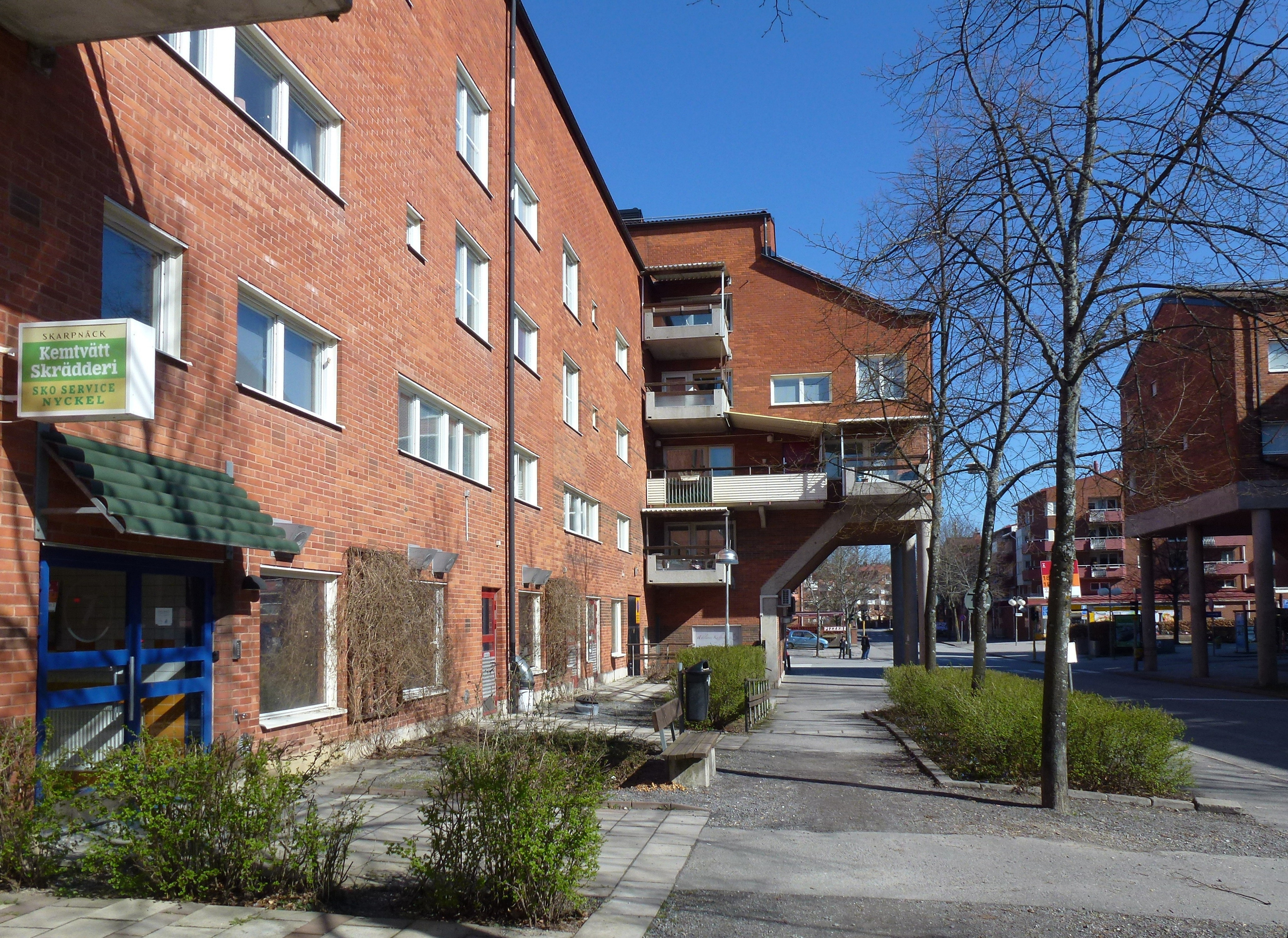
Varmfronten.
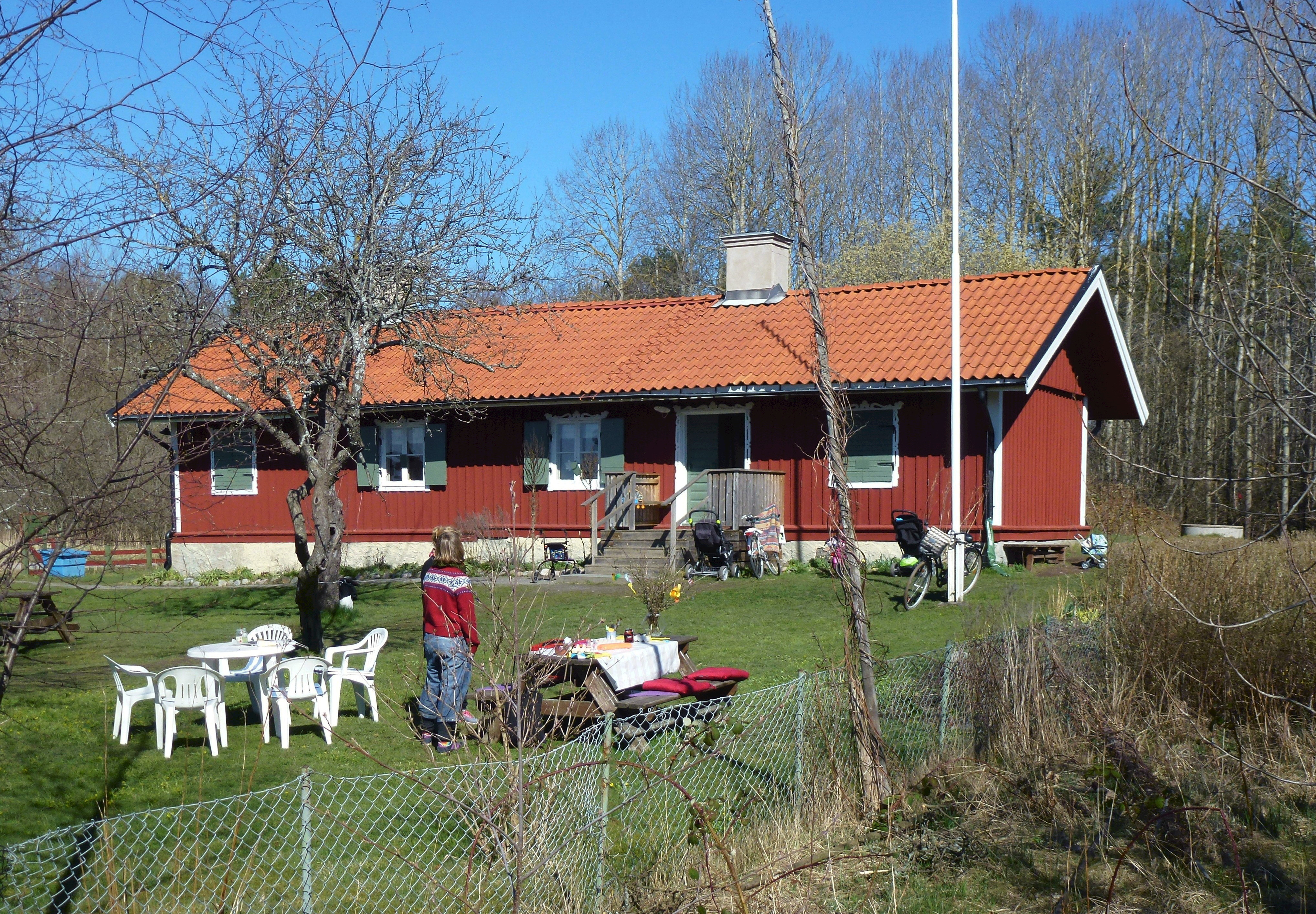
Bergholmstorpet.
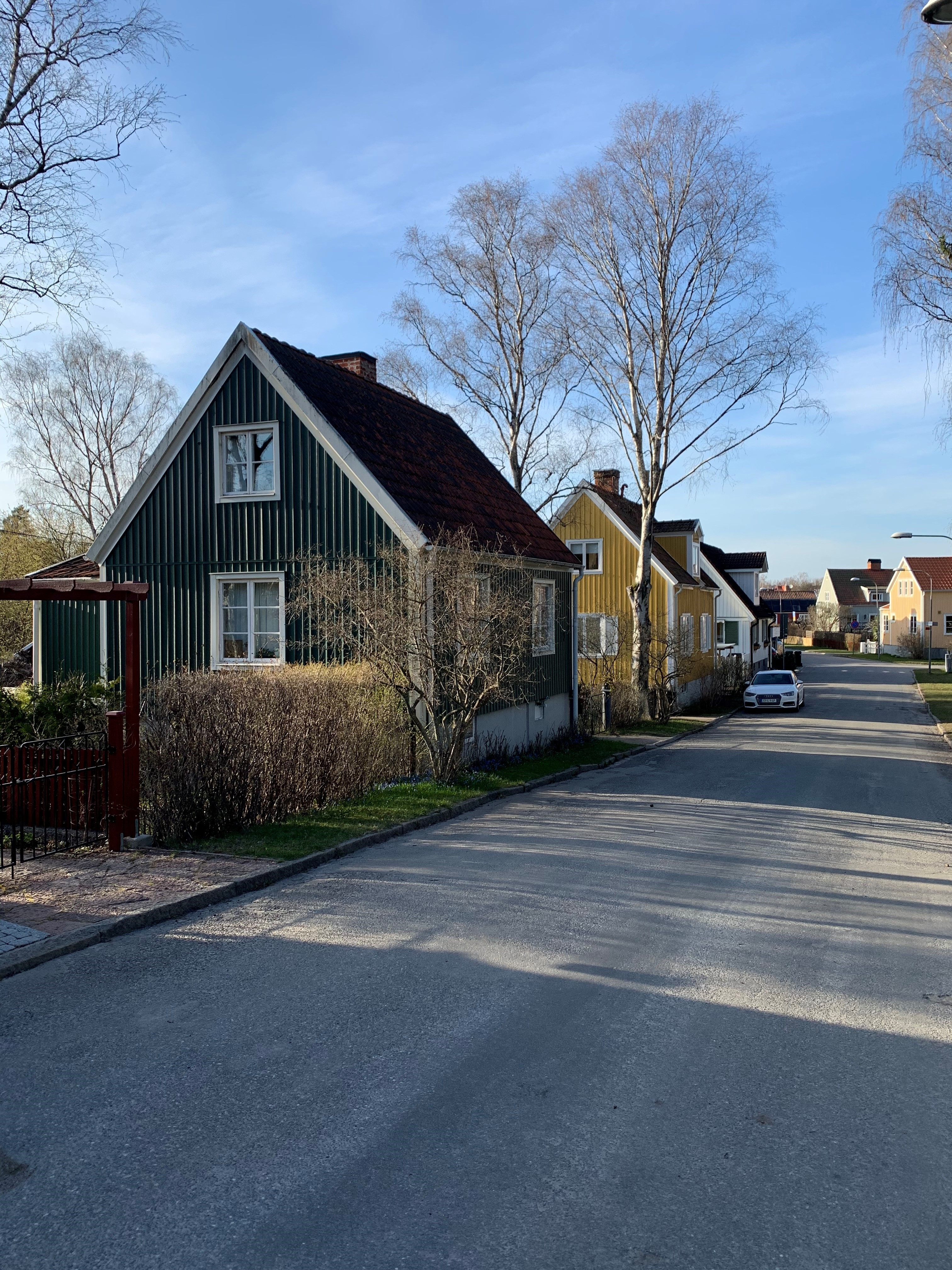
Lagmansvägen.